# Христо Попиванов
Христо Попиванов (изписване до 1945 година: Христо Попъ Ивановъ) с псевдоним Страхил е български революционер, деец на Вътрешната македоно-одринска революционна организация.

## Биография
Попиванов е роден в Крушево през 1868 година, Демирхисарско, Османската империя, днес Гърция. Включва се във ВМОРО. През 1902 година е избран за член на Демирхисарския околийски комитет на организацията. Взема участие в битката при Дойранското езеро. Взема участие в Илинденско-Преображенското въстание, след което през 1903 година е заловен и хвърлен в затвора Еди куле в Солун. Освободен е чак на 31 май 1914 година с указ на Дедеагачката комисия. След това се легализира и е член на революционния комитет.
Умира в 1936 година. Погребан е в Централните софийски гробища.

## Галерия
- Открит лист
- Христо Попиванов и настоятелството на ЛРД